# Chàng hậu
Chàng hậu (tiếng Hàn: 철인왕후; Romaja: Cheorinwanghu, Hanja: 哲仁王后 (Triết Nhân vương hậu), tiếng Anh: Mr.Queen) là một bộ phim truyền hình cổ trang - hài hước, giả tưởng ra mắt năm 2020 của Hàn Quốc, dựa trên tiểu thuyết Go Princess Go của Trung Quốc và Thái tử phi thăng chức ký - bộ phim chuyển thể từ web series được phát sóng trên LeTV vào năm 2015. Do Yoon Sung-sik đạo diễn, phim có sự tham gia của Shin Hye-sun và Kim Jung-hyun trong vai Triết Nhân Vương hậu và Triều Tiên Triết Tông, vị vua thứ 25 của nhà Triều Tiên. Bộ phim kể về người đàn ông tên Jang Bong-hwan từ thời hiện đại, bị mắc kẹt trong thân xác của Triết Nhân Vương hậu vào thời đại Joseon. Phim được công chiếu trên đài tvN vào mỗi tối thứ Bảy và Chủ nhật hàng tuần lúc 21:00 từ 12 tháng 12 năm 2020 cho đến tập cuối vào 14 tháng 2 năm 2021.(KST). Bộ phim cũng được phát trực tuyến trên kênh truyền hình ViuTV cho khu vực Đông Nam Á và Hồng Kông.

## Tóm tắt nội dung
Ở thế giới hiện tại, Jang Bong-hwan (Choi Jin-hyuk) hiện đang là đầu bếp hàng đầu tại Nhà Xanh cho Tổng thống Hàn Quốc. Nhưng sau khi gặp phải một tai nạn bất ngờ, linh hồn của anh bằng một cách nào đó đã nhập vào và hoán đổi với cơ thể của trung điện vương phi - Triết Nhân Vương hậu (Shin Hye-sun) thời Triều Tiên Triết Tông (Kim Jung-hyun) bề ngoài là người hiền lành, ngờ nghệch và dễ gần nhưng bên trong lại là một bộ mặt hoàn toàn khác. Đại vương đại phi Kim thị - Thuần Nguyên Vương hậu (Bae Jong-ok), vợ cả của Triều Tiên Thuần Tổ là người nắm giữ quyền lực thực sự của đất nước khiến cho Triều Tiên Triết Tông chỉ còn là một ông vua bù nhìn. Bên cạnh đó, trong nội bộ triều đình, Đô đốc Kim Jwa-geun (Kim Tae-woo) - người đứng đầu gia tộc họ Kim, em trai đầy tham vọng của Đại vương đại phi Kim thị và những người đứng đầu gia tộc họ Jo đối lập - cũng đang toan tính những kế hoạch của riêng mình.

## Danh sách diễn viên & phân vai

### Vai chính
- Shin Hye-sun vai Kim So-young (Triết Nhân Vương hậu)

Sau một sự cố bị rơi xuống bể bơi đã khiến Jang Bong-hwan xuyên không về quá và bị mắc kẹt trong thân xác hoàng hậu So-young.Trong quá trình xuyên không anh đã chiếm được tình cảm của Triều Tiên Triết Tông và nhận ra mình cũng có tình cảm với anh nhưng cuối cùng anh vẫn phải trở về thế giới hiện đại.
- Kim Jung-hyun vai Lee Won-beom (Triều Tiên Triết Tông)

Anh là vị Quốc vương thứ 25 của triều đại Joseon, với tính cách kiểu "Jekyll and Hyde" và có nhiều bí mật. Mặc dù là Quốc vương, nhưng anh lại chỉ được xem như bù nhìn của Vương tộc, anh là một người hiền lành, dễ gần và dễ tính. Trên thực tế, anh cố tình che giấu đi những khía cạnh mạnh mẽ cùng sự thông minh của mình.

### Vai phụ

#### Những người xung quanh trung điện vương phi - Triết Nhân vương hậu
- Cha Chung-hwa vai Choi Thượng cung

- Chae Seo-eun vai cung nữ Hong Yeon

Cô là nội nhân hầu cận tận tâm của trung điện, cô phải lòng Biệt giám Hong.

#### Những người xung quanh Triều Tiên Triết Tông
- Yoo Min-kyu vai Yeongpyeong quân[9]

Anh là anh trai cùng cha khác mẹ với Triều Tiên Triết Tông. Là chỉ huy trưởng của đội Cận vệ Hoàng gia, anh phụ trách công tác tình báo và bảo vệ an ninh cho Tẩm Điện của nhà vua, anh phải lòng Nghi Tần.
- Lee Jae-won vai Biệt giám Hong

Anh là bạn thân thiết của Triều Tiên Triết Tông từ những ngày còn ở đảo Ganghwa, giữ chức vụ Biệt giám, phụ trách việc bảo vệ nhà vua và huấn luyện cho đội Cận vệ Vương gia.

#### Những người của Gia tộc An Đông Kim thị của Đại vương Đại phi Kim thị
- Bae Jong-ok vai Đại Vương Đại phi Kim thị (Thuần Nguyên Vương hậu)

Bà là quá phụ của Triều Tiên Thuần Tổ, nắm giữ quyền nhiếp chính thực sự của đất nước và do đó, khiến vua Triều Tiên Triết Tông chỉ còn là một bù nhìn.
- Kim Tae-woo vai Kim Jwa-geun

Ông là em trai của Đại Vương Đại phi Kim thị, một con người cực kỳ nham hiểm và tham vọng, lãnh đạo thực sự của gia tộc họ Kim.
- Na In-woo vai Kim Byeong-in

Anh là con nuôi của Kim Jwa-geun, giữ chức vụ Hình tào Đại quan và sau này là Binh tào Phán thư, anh phải lòng trung điện.
- Jeon Bae-soo vai Kim Moon-geun, cha của trung điện.
- Yoo Young-jae vai Kim Hwan[10]

Anh là một chàng trai sáng sủa, một Nho sinh đã trải qua những ngày lang thang quanh cung điện mà chưa tìm được vị trí thích hợp cho mình và là bạn thân thiết của Byeong-in. Anh phải lòng cung nữ Hong-yeon nhưng không được đáp lại.
- Song Min-hyung vai Chánh văn phòng Quốc vụ viện Kim Byung-hak
- Kang Ji-hoo vai Kim Seok-geun
- Son Kwang-eop vai Kim Chang-hyuk

#### Những người của Gia tộc Phong Nhưỡng Triệu thị của Vương đại phi Triệu thị
- Seol In-ah vai Jo Hwa-jin[11]

Cô là mối tình đầu và là Chính nhất phẩm hậu cung Nghi Tần của Triều Tiên Triết Tông.
- Jo Yeon-hee vai Vương đại phi Triệu thị (Thần Trinh Vương hậu)
- Ko In-beom vai Jo Man-hong
- Kim Kwang-sik vai Bộ trưởng Bộ Nhân sự Jo Deok-moon

#### Những người ở Nhà Xanh thời hiện đại
- Choi Jin-hyuk vai Jang Bong-hwan
- Lee Cheol-min vai thư kí Han Pyo Jin
- Kim Joon-won [ko] vai Bu Seung-min

#### Những người trong Ngự trù phòng
- Kim In-kwon vai Man-bok, một chuyên gia về ẩm thực, người đứng đầu nhà bếp Hoàng gia, ông sống độc thân và phải lòng Choi thượng cung.
- Kang Chae-won vai Dam-hyang

#### Các Thượng cung giám sát
- Kim Ju-young vai Oh Wol,[12] cô nàng hầu gái thân thiết của Jo Hwa-jin
- Son So-mang [ko] vai Trợ lý Tòa án phu nhân Kang
- Seo Hye-ryeong vai một cung nữ
- Ahn Ju-ri vai một cung nữ

#### Những người trong Hoàng cung
- Yoon Gi-won [ko] vai bác sĩ Hoàng gia (Thái y)
- Yoon Jin-ho [ko] vai Trưởng thái giám
- Lee Tae-gum [ko] vai Eunuch Kim
- Choi Hwan-yi vai Eunuch Choi
- Kim Bang-won [ko] vai Sal-soo

### Khách mời xuất hiện đặc biệt
- Choi Jin-hyuk vai Jang Bong-hwan[13]
- Sung Min-soo [ko] vai Thư ký Hoàng gia Jo Dae-su, cha của Jo Hwa-jin (tập 1)
- Ha-min vai bác sĩ Park (tập 1)
- Seo Dong-suk vai thám tử (tập 1)
- Kwon Eun-soo vai một cung nữ (tập 2)
- Kim Ka-eun vai một cung nữ trẻ tuổi (tập 2)
- Lee Seung-jin vai một cận vệ hoàng gia (tập 2)
- Yoon Jung-ro vai một cận vệ hoàng gia (tập 2)
- Baek Jae-jin [ko] một chủ nhà hàng (tập. 2-3)
- Oh Ji-young vai một cung nữ (tập 3)
- Na Mi-hee vai một cung nữ (tập 3)
- Kim Yong-jin vai một thái giám (tập 3)
- Moon Hak-jin [ko] vai người mang kiệu thức ăn (tập 6)
- Koo Ja-keon vai người mang kiệu thức ăn (tập 6)
- Kim Seung-wan vai người mang kiệu thức ăn (tập 6)
- Kim Nan-hee vai một thầy bói (tập 6)

## Sản xuất
Vào tháng 3 năm 2020, Shin Hye-sun được xác nhận sẽ tham gia bộ phim. Vào tháng 6 năm 2020, Kim Jung-hyun, Bae Jong-ok, Kim Tae-woo cùng với Shin Hye-sun xác nhận sẽ đóng các vai chính trong bộ phim. Vào tháng 7 năm 2020, Seol In-ah và Yoo Young-jae cũng xác nhận sẽ tham gia dàn diễn viên.
Vào tháng 10, buổi đọc kịch bản đầu tiên đã được tổ chức. Ảnh tĩnh từ quá trình quay của loạt phim được phát hành vào ngày 16 tháng 11 năm 2020.
Bộ phim cũng đánh dấu lần hợp tác thứ hai của Shin Hye-sun với các diễn viên Bae Jong-ok và Kim In-kwon, những người mà cô đã đóng trong phim Innocence và bộ phim truyền hình Sứ mệnh cuối cùng của thiên thần.
Vào ngày 24 tháng 11 năm 2020, quá trình quay phim đã bị dừng lại do một trong những diễn viên phụ được xét nghiệm dương tính với COVID-19.

## Nhạc phim

### Phần 1
| Released on 13 tháng 12 năm 2020 | Released on 13 tháng 12 năm 2020 | Released on 13 tháng 12 năm 2020                                      | Released on 13 tháng 12 năm 2020                                      | Released on 13 tháng 12 năm 2020 | Released on 13 tháng 12 năm 2020 |
| STT                              | Nhan đề                          | Phổ lời                                                               | Phổ nhạc                                                              | Artist                           | Thời lượng                       |
| -------------------------------- | -------------------------------- | --------------------------------------------------------------------- | --------------------------------------------------------------------- | -------------------------------- | -------------------------------- |
| 1.                               | "Bong Hwan A" (봉환아)           | Jang Young-soo OSKAR (HIGHBRID) SIROO (HIGHBRID) ARTROTMAN (HIGHBRID) | Jang Young-soo OSKAR (HIGHBRID) SIROO (HIGHBRID) ARTROTMAN (HIGHBRID) | Norazo                           | 2:37                             |
| 2.                               | "Bong Hwan A" (inst.)            |                                                                       | Jang Young-soo OSKAR (HIGHBRID) SIROO (HIGHBRID) ARTROTMAN (HIGHBRID) |                                  | 2:37                             |
| Tổng thời lượng:                 | Tổng thời lượng:                 | Tổng thời lượng:                                                      | Tổng thời lượng:                                                      | Tổng thời lượng:                 | 5:14                             |

### Phần 2
| Phát hành vào 27 tháng 12 năm 2020 | Phát hành vào 27 tháng 12 năm 2020 | Phát hành vào 27 tháng 12 năm 2020 | Phát hành vào 27 tháng 12 năm 2020 | Phát hành vào 27 tháng 12 năm 2020 | Phát hành vào 27 tháng 12 năm 2020 |
| STT                                | Nhan đề                            | Phổ lời                            | Phổ nhạc                           | Nghệ sĩ                            | Thời lượng                         |
| ---------------------------------- | ---------------------------------- | ---------------------------------- | ---------------------------------- | ---------------------------------- | ---------------------------------- |
| 1.                                 | "Like A Star" (마음이 별이 되어)   | DANI HowL                          | Park Geun-chul Jung Soo-min        | Jang Han-byul                      | 4:08                               |
| 2.                                 | "Like A Star" (inst.)              |                                    | Park Geun-chul Jung Soo-min        |                                    | 4:08                               |
| Tổng thời lượng:                   | Tổng thời lượng:                   | Tổng thời lượng:                   | Tổng thời lượng:                   | Tổng thời lượng:                   | 8:16                               |

### Phần 3
| Phát hành vào 3 tháng 1 năm 2021 | Phát hành vào 3 tháng 1 năm 2021 | Phát hành vào 3 tháng 1 năm 2021 | Phát hành vào 3 tháng 1 năm 2021 | Phát hành vào 3 tháng 1 năm 2021 | Phát hành vào 3 tháng 1 năm 2021 |
| STT                              | Nhan đề                          | Phổ lời                          | Phổ nhạc                         | Nghệ sĩ                          | Thời lượng                       |
| -------------------------------- | -------------------------------- | -------------------------------- | -------------------------------- | -------------------------------- | -------------------------------- |
| 1.                               | "Here I Am"                      | B.O.K                            | B.O.K Yoon Sang-jo               | Jo Hyun-ah (Urban Zakapa)        | 3:58                             |
| 2.                               | "Here I Am" (inst.)              |                                  | B.O.K Yoon Sang-jo               |                                  | 3:58                             |
| Tổng thời lượng:                 | Tổng thời lượng:                 | Tổng thời lượng:                 | Tổng thời lượng:                 | Tổng thời lượng:                 | 7:56                             |

### Phần 4
| Phát hành vào 9 tháng 1 năm 2021 | Phát hành vào 9 tháng 1 năm 2021 | Phát hành vào 9 tháng 1 năm 2021     | Phát hành vào 9 tháng 1 năm 2021 | Phát hành vào 9 tháng 1 năm 2021 | Phát hành vào 9 tháng 1 năm 2021 |
| STT                              | Nhan đề                          | Phổ lời                              | Phổ nhạc                         | Nghệ sĩ                          | Thời lượng                       |
| -------------------------------- | -------------------------------- | ------------------------------------ | -------------------------------- | -------------------------------- | -------------------------------- |
| 1.                               | "Puzzle"                         | Hwang Yong-joo, Park Woo-jin (AB6IX) | Hwang Yong-joo Jo Dae-min        | Soyou, Park Woo-jin (AB6IX)      | 3:00                             |
| 2.                               | "Puzzle" (inst.)                 |                                      | Hwang Yong-joo Jo Dae-min        |                                  | 3:00                             |
| Tổng thời lượng:                 | Tổng thời lượng:                 | Tổng thời lượng:                     | Tổng thời lượng:                 | Tổng thời lượng:                 | 6:00                             |

### Phần 5
| Phát hành vài 16 tháng 1 năm 2021 | Phát hành vài 16 tháng 1 năm 2021 | Phát hành vài 16 tháng 1 năm 2021 | Phát hành vài 16 tháng 1 năm 2021 | Phát hành vài 16 tháng 1 năm 2021 | Phát hành vài 16 tháng 1 năm 2021 |
| STT                               | Nhan đề                           | Phổ lời                           | Phổ nhạc                          | Nghệ sĩ                           | Thời lượng                        |
| --------------------------------- | --------------------------------- | --------------------------------- | --------------------------------- | --------------------------------- | --------------------------------- |
| 1.                                | "Keep Going"                      | Major Leaguer Yonggi DinDin       | Major Leaguer                     | DinDin                            | 3:55                              |
| 2.                                | "Keep Going" (inst.)              |                                   | Major Leaguer                     |                                   | 3:55                              |
| Tổng thời lượng:                  | Tổng thời lượng:                  | Tổng thời lượng:                  | Tổng thời lượng:                  | Tổng thời lượng:                  | 7:50                              |

### Phần 6
| Phát hành vào 17 tháng 1 năm 2021 | Phát hành vào 17 tháng 1 năm 2021             | Phát hành vào 17 tháng 1 năm 2021 | Phát hành vào 17 tháng 1 năm 2021 | Phát hành vào 17 tháng 1 năm 2021 | Phát hành vào 17 tháng 1 năm 2021 |
| STT                               | Nhan đề                                       | Phổ lời                           | Phổ nhạc                          | Nghệ sĩ                           | Thời lượng                        |
| --------------------------------- | --------------------------------------------- | --------------------------------- | --------------------------------- | --------------------------------- | --------------------------------- |
| 1.                                | "The Great Recipe" (철인시대 (위대한 레시피)) | DANI HowL                         | Park Geun-chul Jung Soo-min       | sEODo                             | 3:49                              |
| 2.                                | "The Great Recipe" (inst.)                    |                                   | Park Geun-chul Jung Soo-min       |                                   | 3:49                              |
| Tổng thời lượng:                  | Tổng thời lượng:                              | Tổng thời lượng:                  | Tổng thời lượng:                  | Tổng thời lượng:                  | 7:38                              |

### Phần 7
| Phát hành vào 31 tháng 1 năm 2021 | Phát hành vào 31 tháng 1 năm 2021             | Phát hành vào 31 tháng 1 năm 2021 | Phát hành vào 31 tháng 1 năm 2021 | Phát hành vào 31 tháng 1 năm 2021 | Phát hành vào 31 tháng 1 năm 2021 |
| STT                               | Nhan đề                                       | Phổ lời                           | Phổ nhạc                          | Nghệ sĩ                           | Thời lượng                        |
| --------------------------------- | --------------------------------------------- | --------------------------------- | --------------------------------- | --------------------------------- | --------------------------------- |
| 1.                                | "To My One and Only You" (나의 유일한 너에게) | Choi Soo-in Kim A-hyun            | Choi Soo-in                       | Xiumin (EXO)                      | 4:31                              |
| 2.                                | "To My One and Only You" (inst.)              |                                   | Choi Soo-in                       |                                   | 4:31                              |
| Tổng thời lượng:                  | Tổng thời lượng:                              | Tổng thời lượng:                  | Tổng thời lượng:                  | Tổng thời lượng:                  | 9:02                              |

### Phần 8
| Phát hành vào 7 tháng 2 năm 2021 | Phát hành vào 7 tháng 2 năm 2021 | Phát hành vào 7 tháng 2 năm 2021 | Phát hành vào 7 tháng 2 năm 2021 | Phát hành vào 7 tháng 2 năm 2021 | Phát hành vào 7 tháng 2 năm 2021 |
| STT                              | Nhan đề                          | Phổ lời                          | Phổ nhạc                         | Nghệ sĩ                          | Thời lượng                       |
| -------------------------------- | -------------------------------- | -------------------------------- | -------------------------------- | -------------------------------- | -------------------------------- |
| 1.                               | "Like A Star" (별들 중에서)      | HowL Junoha                      | HowL Junoha                      | Onestar                          | 4:25                             |
| 2.                               | "Like A Star" (inst.)            |                                  | HowL Junoha                      |                                  | 4:25                             |
| Tổng thời lượng:                 | Tổng thời lượng:                 | Tổng thời lượng:                 | Tổng thời lượng:                 | Tổng thời lượng:                 | 8:50                             |

### Phần 9
| Phát hành vào 13 tháng 2 năm 2021 | Phát hành vào 13 tháng 2 năm 2021 | Phát hành vào 13 tháng 2 năm 2021 | Phát hành vào 13 tháng 2 năm 2021 | Phát hành vào 13 tháng 2 năm 2021 | Phát hành vào 13 tháng 2 năm 2021 |
| STT                               | Nhan đề                           | Phổ lời                           | Phổ nhạc                          | Nghệ sĩ                           | Thời lượng                        |
| --------------------------------- | --------------------------------- | --------------------------------- | --------------------------------- | --------------------------------- | --------------------------------- |
| 1.                                | "Venus (feat. Kwon Hyun-bin)"     | Psycho Tension (GK, KiKO)         | Psycho Tension (GK, KiKO)         | Moon Jong-up                      | 3:16                              |
| 2.                                | "Venus" (inst.)                   |                                   | Psycho Tension (GK, KiKO)         |                                   | 3:16                              |
| Tổng thời lượng:                  | Tổng thời lượng:                  | Tổng thời lượng:                  | Tổng thời lượng:                  | Tổng thời lượng:                  | 6:32                              |

### Mr.Queen: Rừng tre (Ngoại truyện) OST
| Phát hành vào 27 tháng 2 năm 2021 | Phát hành vào 27 tháng 2 năm 2021 | Phát hành vào 27 tháng 2 năm 2021 | Phát hành vào 27 tháng 2 năm 2021 | Phát hành vào 27 tháng 2 năm 2021 | Phát hành vào 27 tháng 2 năm 2021 |
| STT                               | Nhan đề                           | Phổ lời                           | Phổ nhạc                          | Artist                            | Thời lượng                        |
| --------------------------------- | --------------------------------- | --------------------------------- | --------------------------------- | --------------------------------- | --------------------------------- |
| 1.                                | "But I Miss You"                  | DANI HowL                         | Park Geun-chul Jung Soo-min       | Gyeongree                         | 3:40                              |
| 2.                                | "But I Miss You" (inst.)          |                                   | Park Geun-chul Jung Soo-min       |                                   | 3:40                              |
| Tổng thời lượng:                  | Tổng thời lượng:                  | Tổng thời lượng:                  | Tổng thời lượng:                  | Tổng thời lượng:                  | 7:20                              |

### Nhạc nền
| Phát hành vào 17 tháng 2 năm 2021 | Phát hành vào 17 tháng 2 năm 2021 | Phát hành vào 17 tháng 2 năm 2021 | Phát hành vào 17 tháng 2 năm 2021 |
| STT                               | Nhan đề                           | Phổ nhạc                          | Thời lượng                        |
| --------------------------------- | --------------------------------- | --------------------------------- | --------------------------------- |
| 1.                                | "Mr.Queen"                        | HowL                              |                                   |
| 2.                                | "Secret Of The Well"              | HowL                              |                                   |
| 3.                                | "Conspiracy"                      | DL                                |                                   |
| 4.                                | "Conspiracy"                      | HowL                              |                                   |
| 5.                                | "No Touch"                        | HowL                              |                                   |
| 6.                                | "Iron Tango"                      | HowL                              |                                   |
| 7.                                | "Lost Memory"                     | HowL                              |                                   |
| 8.                                | "Other World"                     | HowL                              |                                   |
| 9.                                | "Rebellion"                       | DL                                |                                   |
| 10.                               | "Toy Soldier"                     | DL                                |                                   |

## Đón nhận & tranh cãi

### Phản hồi quan trọng
Greg Wheeler của tờ The Review Geek cho rằng bộ phim đã tạo ra tiếng cười cho mọi người nhưng lại không hài hước như các bộ phim tương tự trước đó. Wheeler cảm thấy rằng mặc dù vậy, Mr. Queen là một bộ phim truyền hình hay và đầy thú vị. Kết thúc bài đánh giá, anh nói rằng "Bộ phim có thể sẽ là nguồn cảm hứng cho những bộ phim thú vị và đặc sắc hơn sắp tới".

### Tranh cãi
Sau khi lên sóng, một cuộc tranh cãi đã nổ ra trong tập 2 khi loạt phim này gọi kho báu quốc gia của Hàn Quốc, Triều Tiên vương triều thực lục là "báo lá cải". Điều này đã thu hút sự phẫn nộ của người xem và khoảng 700 người đã nộp đơn khiếu nại lên  Ủy ban Tiêu chuẩn Truyền thông Hàn Quốc. Bộ phim cũng bị chỉ trích vì tác giả của bộ phim truyền hình gốc Trung Quốc đã đưa ra những nhận xét tiêu cực về Hàn Quốc trong tác phẩm khác của họ. Nhà sản xuất đã đưa ra một tuyên bố làm rõ lập trường của họ và xin lỗi về những tranh cãi và nói thêm rằng họ không biết về những nhận xét tiêu cực của tác giả tiểu thuyết.

### Tỷ lệ người xem
Tập đầu tiên của bộ phim ghi nhận 8,0% về tỷ suất người xem được ghi nhận trên toàn quốc. Khiến bộ phim trở thành bộ phim có tỷ suất người xem mở màn cao thứ 3 trong lịch sử đài cáp tvN, chỉ sau Quý Ngài Ánh Dương và Gặp Gỡ.

Theo thống kê của Nielsen Korea, tập cuối cùng của bộ phim đạt tỷ suất người xem trung bình trên toàn quốc là 17,37%, phá vỡ mức xếp hạng cao nhất của chính nó, qua đó trở thành bộ phim có tỷ suất người xem cao thứ 7 trong lịch sử truyền hình cáp Hàn Quốc..
| Mùa | Mùa | Số tập | Số tập | Số tập | Số tập | Số tập | Số tập | Số tập | Số tập | Số tập | Số tập | Số tập | Số tập | Số tập | Số tập | Số tập | Số tập | Số tập | Số tập | Số tập | Số tập | Trung bình |
| Mùa | Mùa | 1      | 2      | 3      | 4      | 5      | 6      | 7      | 8      | 9      | 10     | 11     | 12     | 13     | 14     | 15     | 16     | 17     | 18     | 19     | 20     | Trung bình |
| --- | --- | ------ | ------ | ------ | ------ | ------ | ------ | ------ | ------ | ------ | ------ | ------ | ------ | ------ | ------ | ------ | ------ | ------ | ------ | ------ | ------ | ---------- |
|     | 1   | 1.901  | 2.337  | 2.276  | 2.801  | 2.939  | 2.981  | 3.281  | 3.240  | 3.195  | 3.359  | 3.234  | 3.625  | 3.518  | 3.595  | 3.898  | 4.094  | 3.731  | 3.968  | 3.912  | 4.749  | 3.332      |

| 1 | 12 tháng 12 năm 2020 | 8.030% (1st)  | 8.657% (1st)  |
| 2 | 13 tháng 12 năm 2020 | 8.800% (1st)  | 9.527% (1st)  |
| 3 | 19 tháng 12 năm 2020 | 9.022% (1st)  | 9.709% (1st)  |
| 4 | 20 tháng 12 năm 2020 | 10.447% (1st) | 11.414% (1st) |
| 5 | 26 tháng 12 năm 2020 | 11.337% (1st) | 11.953% (1st) |
| 6 | 27 tháng 12 năm 2020 | 11.805% (1st) | 12.549% (1st) |
| 7 | 2 tháng 1 năm 2021   | 12.414% (1st) | 13.250% (1st) |
| 8 | 3 tháng 1 năm 2021   | 12.271% (1st) | 12.953% (1st) |
| 9 | 9 tháng 1 năm 2021   | 12.066% (1st) | 13.014% (1st) |
| 10 | 10 tháng 1 năm 2021  | 12.836% (1st) | 14.014% (1st) |
| 11 | 16 tháng 1 năm 2021  | 12.517% (1st) | 13.354% (1st) |
| 12 | 17 tháng 1 năm 2021  | 13.224% (1st) | 14.252% (1st) |
| 13 | 23 tháng 1 năm 2021  | 12.797% (1st) | 13.809% (1st) |
| 14 | 24 tháng 1 năm 2021  | 13.623% (1st) | 15.061% (1st) |
| 15 | 30 tháng 1 năm 2021  | 14.534% (1st) | 15.933% (1st) |
| 16 | 31 tháng 1 năm 2021  | 14.946% (1st) | 15.872% (1st) |
| 17 | 6 tháng 2 năm 2021   | 14.510% (1st) | 15.682% (1st) |
| 18 | 7 tháng 2 năm 2021   | 14.844% (1st) | 15.496% (1st) |
| 19 | 13 tháng 2 năm 2021  | 14.227% (1st) | 15.132% (1st) |
| 20 | 14 tháng 2 năm 2021  | 17.371% (1st) | 18.554% (1st) |
| Trung bình | Trung bình           | 12.581%       | 13.509%       |
| - Trong bảng trên đây, số màu xanh biểu thị cho tỷ lệ người xem thấp nhất và số màu đỏ biểu thị cho tỷ lệ người xem cao nhất. - Bộ phim này được phát sóng trên hệ thống các kênh truyền hình cáp/trả phí nên số lượng người xem thấp hơn so với truyền hình miễn phí (ví dụ như KBS, SBS, MBC hay EBS). |                      |               |               |